# Serra das Vertentes
A serra das Vertentes é uma cadeia montanhosa do relevo brasileiro que se localiza na Região Geográfica Intermediária de Barbacena (antiga mesorregião do Campo das Vertentes), no estado de Minas Gerais.  A serra estende-se de oeste a leste e abrange os municípios de Resende Costa, Lagoa Dourada, Carandaí, Cristiano Otoni, Caranaíba e Santana dos Montes, passando por picos de 1170 metros, nas imediações do povoado do Ribeirão de Santo Antônio, e de 1247 metros próximo à nascente do Córrego Mandengo.
A serra divide os cursos d'água que escoam pela bacia hidrográfica do rio São Francisco dos que escoam pela bacia do rio Grande. Vários cursos d´água brotam da serra: a oeste, as nascentes do ribeirão de Cima; a leste, as do ribeirão dos Paulas, que passa dentro do povoado do Curralinho dos Paulas e ao norte, as do córrego do Estaleiro, que é um afluente do córrego da Cachoeira, que deságua no córrego do Potreiro e depois encontra com o córrego do Cajuru, na divisa com Desterro de Entre Rios, dando origem ao rio Pará.
A definição de serra das Vertentes no sentido stricto sensu, como aparece nos mapas do Instituto Brasileiro de Geografia e Estatística, distingue-se da definição original criada pelo Barão de Eschwege no século XIX, que chamou de Serra das Vertentes toda a linha que separa as bacias hidrográficas do norte do Brasil, como a amazônica e do São Francisco, das bacias dos rios Paraná e Paraguai, ao Sul.

## Etimologia
O termo "vertente" significa declive de um dos lados de montanha ou cordilheira por onde corre a água. Entre 1810 e 1821, o geólogo alemão Wilhelm Ludwig von Eschwege esteve no Brasil, a serviço da coroa portuguesa, para explorar o potencial mineiro do território da colônia brasileira. Em 1822, Eschwege publicou o artigo Geognostisches Gemälde von Brasilien und wahrscheinliches Muttergestein der Diamanten, em Weimar, na Alemanha, no qual ele procurava identificar padrões geológicos das serras produtoras de diamantes.
Eschwege identificou caracteríscticas geológicas peculiares do território brasileiro que não haviam sido observadas em nenhum lugar do Velho Mundo. O geólogo denominou a linha divisora de águas do norte e do sul do Brasil como Wasserscheidungsgebirge, que traduzido para o português significa "serra das Vertentes", e relatou:
| “                 | A uma outra serrania encurvada que forma parte do divisor das águas entre o norte e o sul, e que não é propriamente dito uma serra, mas é formada pelo encontro das ramificações das serras longitudinais em ângulos diferentes, dei o nome de serra das Vertentes (Wasserscheidungsgebirge). | ” |
| — Eschwege (1822) | |   |

O conceito original de serra das Vertentes não era uma serra propriamente dita, mas um encontro das ramificações das serras longitudinais em ângulos diferentes, que incluía outras serras como a da Canastra e da Marcela em Minas Gerais, onde nascem o rio São Francisco e um dos principais afluentes do rio Grande respectivamente e a serra dos Pireneus, todas essas mencionadas na publicação de Eschwege em 1822. A linha divisória dessas bacias não consiste de serras de fato em toda a sua extensão. O que se entende por "serra das Vertentes", no entanto, modificou-se e, atualmente, está restrito a um trecho do divisor das bacias do São Francisco e do rio Grande, mais precisamente entre as sub-bacias do rio Pará e do rio Paraopeba, de um lado, e do rio das Mortes, do outro.

## Curiosidades
A cidade de Lagoa Dourada apresenta uma característica peculiar no Brasil. Sua área urbana está situada sobre a formação da serra das Vertentes, fazendo com que a cidade esteja dividida entre duas bacias hidrográficas diferentes.
Duas igrejas da cidade (Igreja Bom Jesus de Matosinhos e Igreja Matriz de Santo Antônio) estão exatamente no limite das bacias, fazendo com que seus telhados, nos dias de chuva, dividam as águas entre as bacias do rio São Francisco e a do rio da Prata. Nas igrejas, as águas que escorrem pelo lado direito seguem por algumas ruas até encontrarem córregos que as levam para o rio Carandaí, que desagua no rio das Mortes, que por sua vez encontra o rio Grande, afluente do rio Paraná, um dos formadores do rio da Prata que encontra o oceano Atlântico na divisa entre Uruguai e Argentina.
Já as águas que escorrem pelo lado esquerdo dos telhados das igrejas seguem por algumas ruas e córregos até encontrarem o rio Brumado, afluente do rio Paraopeba, que segue até a represa de Três Marias encontrando-se com o rio São Francisco. Por sua vez, ele segue seu caminho até o Atlântico cortando o Nordeste brasileiro e terminando na divisa entre os estados de Alagoas e Sergipe. Em frente à igreja matriz de Santo Antônio de Lagoa Dourada exite a Praça das Vertentes simbolizando e marcando o fato peculiar e único do local.